# Hume (Illinois)
Hume – wieś w Stanach Zjednoczonych, w stanie Illinois, w hrabstwie Edgar.